# 涂家埠站
涂家埠站位于江西省九江市永修县涂家埠镇，是京九铁路的一座火车站，等级为五等站，距北京西站1399公里，距常平站916公里，本站及相邻上下行区间均为电气化区段。车站建于1913年，现不办理客、货运营业。